# بخش پری (شهرستان مونتگومری، اوهایو)
بخش پری (به انگلیسی: Perry Township) یک منطقهٔ مسکونی در ایالات متحده آمریکا است که در شهرستان مونتگومری، اوهایو واقع شده‌است. بخش پری ۹۴٫۶ کیلومتر مربع مساحت و ۵٬۹۹۹ نفر جمعیت دارد و ۳۰۲ متر بالاتر از سطح دریا واقع شده‌است.